# Casa Senyorial d'Ilga
La Casa Senyorial de Ilga (en letó: Ilgas muiža) és una mansió a la regió cultural de Selònia, al Municipi de Daugavpils de Letònia.

## Història
Està situada al sud-est de Daugavpils a la vora de la frontera amb Belarús. S'utilitza actualment com un lloc d'ensenyament de la Universitat de Daugavpils. La renovació de l'edifici es va completar el 2012 amb l'ajut d'una subvenció del Fons de Desenvolupament Regional Europeu.